# 30216 Summerjohnson
30216 Summerjohnson este un asteroid din centura principală de asteroizi.

## Descriere
30216 Summerjohnson este un asteroid din centura principală de asteroizi. A fost descoperit pe 7 aprilie 2000 la Socorro, New Mexico, în cadrul proiectului LINEAR. Asteroidul prezintă o orbită caracterizată de o semiaxă mare de 2,28 ua, o excentricitate de 0,14 și o înclinație de 6,6° în raport cu ecliptica.